# Becoming Elizabeth
Becoming Elizabeth é uma série de televisão britânico-estadunidense, criada por Anya Reiss, que acompanha a juventude da Rainha Elizabeth I. O programa estreou na Starz em 12 de junho de 2022. Em outubro de 2022, a série foi cancelada.
A série foi reprisada no Reino Unido pelo Channel 4 a partir de 15 de julho de 2023.

## Sinopse
Becoming Elizabeth é a história não contada da rainha mais icônica da Grã-Bretanha, muito antes de ela assumir o trono. Henrique VIII morre, deixando a jovem Elizabeth Tudor órfã.

## Elenco
- Alicia von Rittberg como Elizabeth Tudor
- Romola Garai como Mary Tudor
- Jessica Raine como Catherine Parr
- Tom Cullen como Thomas Seymour
- Bella Ramsey como Jane Grey
- Jamie Parker como João Dudley, 1.º Duque de Northumberland
- Oliver Zetterström como Rei Edward VI
- John Heffernan como Eduardo Seymour, 1.º Duque de Somerset
- Jamie Blackley como Lorde Robert Dudley
- Jacob Avery como Lorde Guildford Dudley
- Alexandra Gilbreath como Kat Ashley
- Leo Bill como Henry Grey
- Ekow Quartey como Pedro
- Alex Macqueen como Stephen Gardiner
- Olivier Huband como Ambassador Guzman
- Robert Whitelock como Robert Kett
- Ruby Ashbourne Serkis como Amy Robsart

## Episódios
| N.º | Título                                                 | Dirigido por    | Escrito por | Lançamento          |
| --- | ------------------------------------------------------ | --------------- | ----------- | ------------------- |
| 1 | "Keep Your Knife Bright"                               | Justin Chadwick | Anya Reiss  | 12 de junho de 2022 |
| A morte de Henrique VIII deixa a Inglaterra em estado de caos. Suas duas filhas mais velhas, Maria e Isabel, são informadas de que seu irmão mais novo Eduardo foi coroado o novo monarca. Eduardo inicia seu reinado turbulento sob o comando de seu tio e tutor, Eduardo Seymour, Duque de Somerset. Catarina Parr, a viúva de Henrique VIII, casa-se com Thomas Seymour e acolhe sua prima Jane Grey em sua residência em Chelsea. A adolescente Isabel já não suporta mais os abusos e investidas de Thomas. |                                                        |                 |             |                     |
| 2 | "You Cannot Keep The Birds From Flying Over Your Head" | Justin Chadwick | Anya Reiss  | 19 de junho de 2022 |
| Uma performance de comédia teatral parodiando a Igreja Católica e o Papado irritam profundamente a devota Maria. O forte sentimento anticatólico continua a ganhar mais seguidores na corte. Maria aconselha Isabel sobre Catarina Parr e sugere que sua irmã vá viver com ela. Eduardo implora a Maria para que se converta ao Protestantismo, o que ele recusa. Isabel está dividida entre as vontades de seus dois irmãos. A relação entre Isabel e Thomas Seymour ultrapassa as barreiras da moralidade. Thomas e Edward Seymour entram em conflito. Maria pede o apoio de Isabel para exercer sua religiosidade. |                                                        |                 |             |                     |

## Recepção
No Rotten Tomatoes, a série detém um índice de 88% de aprovação com base em 16 críticas, com uma nota média de 6,9/10. O consenso do site diz: "Angustiado como um adolescente descontente e ainda melhor por isso, Becoming Elizabeth encontra um novo drama nos Tudors ao mudar o foco para a teia de aranha da corte real". O Metacritic, que usa uma média ponderada, atribuiu uma pontuação de 73 em 100 com base em 11 avaliações, indicando "avaliações geralmente favoráveis".